# Optimism

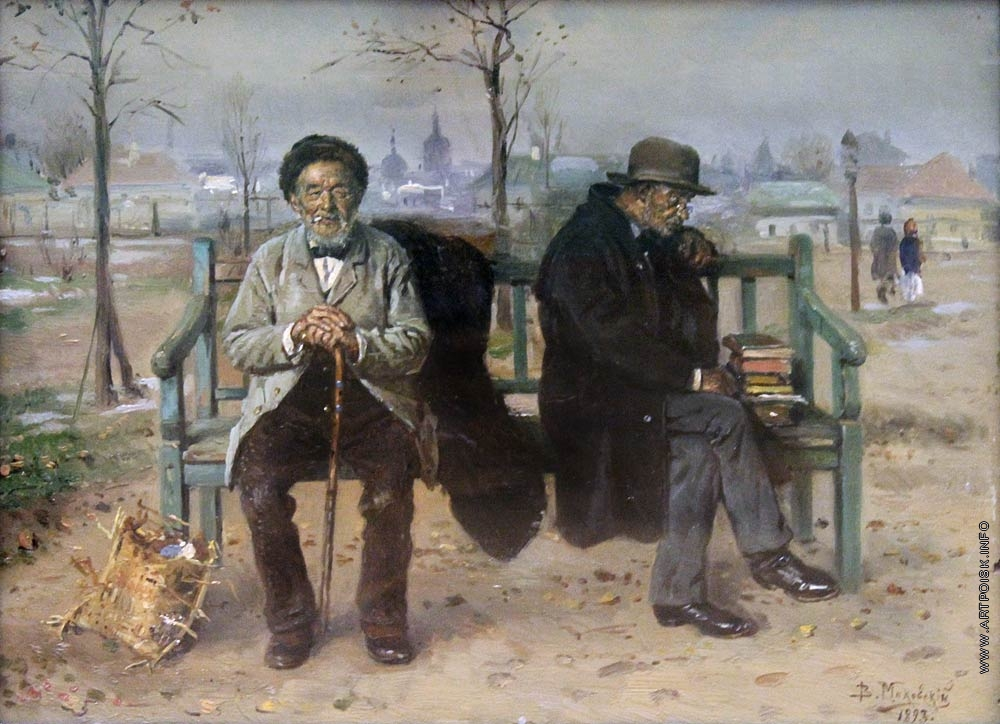
Un optimist și un pesimist, Vladimir Makovski, 1893

Optimismul se definește ca atitudinea omului care privește cu încredere viața și pe semenii săi și care consideră că toate situațiile au un deznodământ favorabil. În sens filozofic, optimismul este un concept opus pesimismului, potrivit căruia binele învinge răul. Optimismul și pesimismul, deși reprezintă două moduri opuse de a gândi și de a interpreta lucrurile, pot fi cel mai bine explicate dacă sunt plasate pe un continuum, pentru că aceeași persoană poate evolua în timp în ceea ce privește gradul de optimism sau poate avea doze diferite de optimism cu care privește aspectele vieții sale (familie, carieră, relații etc.).
Înțelegerea cea mai bună a conceptelor de optimism și pesimism este modul în care poate fi privit un pahar plin pe jumătate cu apă: optimistul spune că paharul este pe jumătate plin, pe când pesimistul spune că este pe jumătate gol.
Termenul vine din latinul optimum ce înseamnă „bun”. A fi optimist, în sensul cuvântului, înseamnă că vezi ce e bun în orice, chiar și în lucruri mai rele. Este utilizat în psihologie ca optimism dispozițional.
Optimismul este atitudinea prin care evaluăm tot ce ne înconjoară ca pozitiv. 